# Antonino Fava
Antonino Fava, detto Nuccio (Reggio Calabria, 2 gennaio 1939), è un giornalista e politico italiano.
È l'unico giornalista, insieme a Mario Orfeo, ad essere stato direttore sia del TG1 che del TG3.

## Biografia

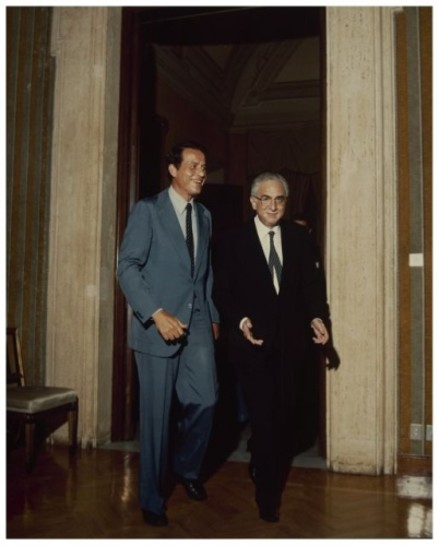
Fava con il presidente del Senato Cossiga nel 1983

Il suo impegno politico ha avuto inizio all'Università nelle file della Federazione Universitaria Cattolica Italiana: si è laureato in Giurisprudenza presso l'Università di Messina, città dove ha trascorso l'infanzia e la giovinezza, formandosi culturalmente, frequentando il liceo classico "Francesco Maurolico" (dirigendo il giornale della scuola).  Dal 1964 al 1967 fu presidente dell'Unuri. Nuccio Fava vanta anche una significativa carriera sportiva nel basket giovanile, come giocatore della squadra del "Maurolico":nel mitico campetto del liceo giocava con la squadra della scuola e si afferma con uno dei migliori giovani italiani, atleta della Libertas, tanto da essere convocato a fine anni Sessanta sia nella squadra giovanile nazionale (juniores) che in quella universitaria: tra le partite giocate, Italia-Spagna a La Spezia e Cecoslovacchia-Italia nella Praga ancora fresca della rivolta del 1968; ha fatto parte della squadra italiana alle Universiadi di Torino del 1961. Nuccio Fava è stato anche un grande protagonista della indimenticabile Coppa Lo Forte dell’agosto Messinese, che si giocava nel cortile del Municipio, che vinse nel 1960. Nella squadra del Cus Messina giocò insieme a Boris Giuliano, il futuro commissario di polizia martire della mafia.

### Carriera giornalistica
Giornalista professionista dall'agosto 1967, iscritto all'Ordine dei Giornalisti del Lazio, ha subito cominciato la carriera alla Rai. Ha percorso tutti i gradi della carriera nelle redazioni televisive. Tra gli anni Settanta e gli anni Ottanta è stato il cronista parlamentare del TG1. Dal 1987 al 1989 e dal 1996 al 1997 è stato direttore del TG1, mentre dal 1997 al 1998 ha ricoperto la direzione del TG3. È stato inoltre responsabile delle tribune politiche; quindi, nel 1996, ha condotto il confronto tra Romano Prodi e Silvio Berlusconi in vista delle elezioni politiche. Ha guidato la struttura Rai-Giubileo, che ha seguito il grande evento del 2000. Da grande inviato e vaticanista, ha seguito i primi viaggi di Papa Giovanni Paolo II in Sudamerica, Messico, e quello storico a Cuba. Opinionista politico, ha curato e condotto rubriche di successo come "Domande su Gesù", in onda il venerdì di Pasqua su Raiuno.Attualmente scrive per il sito Globalist e collabora anche per la "Gazzetta del Sud".Per la sua attività giornalistica e culturale ha ricevuto a Roma (chiesa S.Marco Evangelista, dicembre 2019) il "Premio Antonello da Messina "-2019 promosso dall'associazione culturale "Antonello da Messina "(Roma-Messina).

### Carriera politica
Nel 1994 è stato coordinatore del Partito Popolare Italiano in Calabria. Per le elezioni regionali calabresi del 2000, si candida alla presidenza della regione, a capo di una coalizione di centro-sinistra: viene però sconfitto da Giuseppe Chiaravalloti, sostenuto dalla Casa delle Libertà. Nel 2003 aderisce all'Udeur, per la quale si candida alle elezioni europee del 2004 (circoscrizione Italia Nord-occidentale); i risultati non sono tuttavia lusinghieri e non viene eletto. Arriva poi alla direzione de Il Campanile nuovo, giornale di partito dell'Udeur, ma la collaborazione si interrompe nel 2005. Dal 2007 è presidente della sezione italiana dell'Associazione Giornalisti Europei.
L'8 settembre 2012 viene premiato per la sua attività e la sua passione civile nel corso del Premio Ilaria Alpi.

## Vita privata
Nuccio Fava è sposato ed ha cinque figli.